# Альмяково
Альмяково (Альмяковы юрты) — село в Первомайском районе Томской области России. Входит в состав Улу-Юльского сельского поселения.

## География
Село находится в юго-восточной части Томской области, на правом берегу реки Чулым, на расстоянии примерно 65 километров (по прямой) к северо-западу от села Первомайского, административного центра района. Абсолютная высота — 96 метров над уровнем моря.
Климат
Климат характеризуется как континентально-циклонический, с тёплым коротким лесом и морозной и продолжительной зимой. Средняя температура воздуха самого тёплого месяца (июля) составляет 18,7 °C. Абсолютный максимум температуры воздуха — 37,7 °C. Абсолютный минимум — −55 °C. Среднегодовое количество атмосферных осадков составляет 568 мм.
Часовой пояс
Село Альмяково, как и вся Томская область, находится в часовой зоне МСК+4. Смещение применяемого времени относительно UTC составляет +7:00.

## История
Изначально в Альмяково проживали чулымские татары (чулымцы), которые к началу 20 века полностью ассимилировались среди русских.
По переписи 1897 года здесь проживало 24 человека из них 23 чулымцы.
По данным 1926 года в деревне имелось 58 хозяйств и проживало 243 человека (в основном — русские). В административном отношении входила в состав Нижне-Курьинского сельсовета Ново-Кусковского района Томского округа Сибирского края.

## Население
| 2002 | 2010 | 2012 | 2013 | 2014 | 2015 | 2021 |
| ---- | ---- | ---- | ---- | ---- | ---- | ---- |
| 442  | ↘358 | ↘351 | →351 | ↘342 | ↘333 | ↘215 |

Половой состав
По данным Всероссийской переписи населения 2010 года в гендерной структуре населения мужчины составляли 52 %, женщины — соответственно 48 %.
Национальный состав
По переписи 1897 года основным населением были чулымцы.
Согласно результатам переписи 2002 года, в национальной структуре населения русские составляли 96 %.

## Инфраструктура
В селе функционируют основная школа, дом культуры, библиотека, пожарная часть, пилорама и почтовое отделение.

## Улицы
Уличная сеть села состоит из семи улиц.

## Средства массовой информации

### Радиостанции
- 103,9 МГц — Радио России /ГТРК «Томск»[14]

### Телевидение
Эфирное цифровое вещание
- Первый мультиплекс цифрового телевидения России (пакет цифровых телеканалов «РТРС-1»)
- Второй мультиплекс цифрового телевидения России (пакет цифровых телеканалов «РТРС-2»)